# 宮城県道252号出島竹浦線
宮城県道252号出島竹浦線（みやぎけんどう252ごう いずしまたけのうらせん）は、宮城県牡鹿郡女川町内を結ぶ一般県道である。全線未供用。

## 概要
女川町出島と宮城県本土の女川町竹浦を結ぶ予定である。宮城県本土と出島を結ぶ出島大橋は町道女川出島線である。

### 路線データ
- 起点：牡鹿郡女川町出島
- 終点：牡鹿郡女川町竹浦
- 実延長：0.0 m[1]

## 地理

### 通過する自治体
- 牡鹿郡
  - 女川町